# Municipio de North Knobs
El municipio de North Knobs (en inglés: North Knobs Township) es un municipio ubicado en el  condado de Yadkin en el estado estadounidense de Carolina del Norte. En el año 2010 tenía una población de 4.649 habitantes.

## Geografía
El municipio de North Knobs se encuentra ubicado en las coordenadas 36°13′3.97″N 80°48′34.64″O / 36.2177694, -80.8096222.